# 爆竜戦隊アバレンジャー 20th 許されざるアバレ
『爆竜戦隊アバレンジャー 20th 許されざるアバレ』（ばくりゅうせんたいアバレンジャー トゥエンティース ゆるされざるアバレ）は、2023年9月1日に期間限定上映され、2024年3月27日にリリースされた東映制作のオリジナルビデオ作品である。

## 概要
2003年から2004年にかけて放送された「スーパー戦隊シリーズ」第27作目『爆竜戦隊アバレンジャー』の続編に相当し、テレビシリーズ終了から20年後の後日談を描く。
本作品では芸能界を引退していたいとうあいこや坂野真弥が本作のために一時復帰したのを始め、当時のオリジナルキャストの多くが再集結している。ヤツデンワニ役の津久井教生は2022年12月9日に気管切開を行ったことにより声を失ったが、本作品の収録はその直前に完了しており、事実上本作品がシリーズ最後の出演作となった。

## あらすじ
爆竜戦隊アバレンジャーが地球を守りぬいてから20年が経った。渡米していた伯亜舞が帰国するため、伯亜凌駕と三条幸人・笑里夫妻は、パーティーを準備していた。
ある日、出現したトリノイド第24号アバレンゲッコーに、凌駕と幸人、ダイノアースからやってきたアスカはこれに立ち向かうが、社会学者の五百田葵はアバレンジャーに対してテレビ番組で痛烈な批判を浴びせる。
ネオエヴォリアンを創生しようとするアバレンゲッコーは、かつての記憶が消えた仲代壬琴を復活させる。そんな中、ダイノガッツを凌駕たちに思い出させるため、樹らんるが緊急帰国する。

## 登場人物

### 本作品におけるオリジナルキャラクター
五百田 葵（）
城南大学准教授で社会学者。激しい敵意をアバレンジャーに対して抱いており、コメンテーターとしてレギュラー出演しているテレビのワイドショー番組で、直接対決を申し込む。
20年前、無理矢理苦手だったダンスを踊らされ、その様子を笑われたことが、心の傷として大人になってからも残っている。
幸人の仲介で葉月と20年ぶりに再会し、葉月が葵に勇気付けられたことを知ると、一転してアバレンジャーを応援する立場に変わり、葉月と共にダンスを踊るライブ動画を配信した。
事件解決後、ダンスの動画が話題となり、葉月と共にヤツデンワニのプロデュースでアイドルとしてデビューすることになった。

秋谷 葉月
葵の同級生であったダンスインストラクター。20年前は葵が笑われながらも一生懸命にダンスを踊る姿を見て自分も頑張ろうと決意するが、すぐに転校したためその想いを伝えられずにいた。
幸人の仲介で葵と再会し、考えを改めた葵と共にダンスを踊る。そして事件解決後は葵と共にアイドルとしてデビューすることになった。

田原々 総一郎
凌駕がファンである早朝5時から放送している生番組『朝から生テレビ』の豪快な仕切りっぷりが特徴の司会者。

渡米 ヒロシ
「ヒーロー評論家」という肩書きの『朝から生テレビ』コメンテーター。

シルクロード、ンダホ
動画クリエイター「フィッシャーズ」で、コメンテーターとして『朝から生テレビ』に出演している。幼少期はアバレンジャーのファンであった。

MC
ワイドショー番組『わいどdeぼん』のMCを務める女性キャスター。番組で「アバレハラスメント」問題を紹介する。

### 本作品における登場怪人
アバレンゲッコー
アバレンジャーとレンゲとゲッコー（ヤモリ）がモチーフのトリノイド第24号。エヴォリアンによって万が一の敗北を喫したときのために20年前にコールドスリープ装置に入れられており、現在で活動を開始した。持続可能なネオエヴォリアンの創生を企み、アバレンジャーを窮地に追い込む。尿意を浴びせた相手に催させるレンゲビームが必殺技。
自らに組み込まれたアバレンジャーの要素を利用して、一時的にアバレキラー（仲代壬琴）を復活させた。体内に人間のマイナス感情をエネルギーとして貯め込み、レンゲビームの威力を増大させたメガビッグ利尿ビームを発射し、宇宙空間に地球の海水を排出させていく。

## 本作品におけるオリジナルフォーム

### 超アバレマックス
アバレッドがブルー・イエロー・ブラック・キラー4人のダイノガッツと爆竜の力と、アバレキラーのウィングペンタクトに集められた、人々のアバレンジャーへの「想い」のエネルギーを受けて、超・爆竜チェンジした姿。
名乗り口上は「剛力百倍！一気に最強!!超アバレマックス!!!」。
巨大化したアバレンゲッコーに、すべての爆竜パワーを乗せた多彩な攻撃を浴びせる。

## キャスト
- 伯亜凌駕 / アバレッド - 西興一朗[10]
- 三条幸人 / アバレブルー - 富田翔[10]
- 樹らんる / アバレイエロー - いとうあいこ[10]
- アスカ / アバレブラック - 阿部薫[10]
- 仲代壬琴 / アバレキラー - 田中幸太朗[10]
- 三条笑里 - 西島未智[10]
- 伯亜舞 - 坂野真弥[10]
- 横田 - 諏訪太朗[8]
- 杉下竜之介（写真） - 奥村公延
- 五百田葵 - 大友花恋[8]
- 秋谷葉月 - 朝倉ふゆな
- 田原々聡一郎 - 殺陣剛太
- MC - 渡邊唯
- フィッシャーズ - シルクロード、ンダホ[11]
- 渡米ヒロシ - 渡洋史

### 声の出演
- ヤツデンワニ - 津久井教生[12]
- 爆竜ティラノサウルス - 長嶝高士[12]
- 爆竜トリケラトプス - 宮田幸季[12]
- 爆竜プテラノドン - 篠原恵美[12]
- 爆竜ブラキオサウルス - 銀河万丈[12]
- 爆竜トップゲイラー - 緑川光[12]
- アバレンゲッコー - 関智一[9]

### スーツアクター
- アバレッド[13]、超アバレマックス[1] - 原隆太
- アバレブルー[13] - 本田光騎
- アバレイエロー[13] - 野川瑞穂
- アバレブラック[13] - 横田遼
- アバレキラー[13] - 岩田栄慶
- アバレンゲッコー[13] - 下尾浩章
- 今井靖彦
- 大内田将樹
- 久松宥希
- 中川和貴
- 寺田涼夏
- 兵藤結也
- 大塚敬子
- 橋渡竜馬
- 山口真弥
- 園井舞姫
- 安川桃香
- 三村幸司
- 熊本敬介
- 佐藤丈
- 堀田慶斗
- 中山甲斐
- 平野兼椰
- 金山拓矢
- 川上そら
- 酒井和真
- 阿部明人
- 川名求己
- 相馬絢也

## スタッフ
- 原作 - 八手三郎[14]
- 脚本 - 荒川稔久[14]
- 音楽 - 羽田健太郎 with Healthy Wings
- 撮影 - 上赤寿一
- 照明 - 東田勇児
- 美術 - 中塚拓也
- 録音 - 近藤義兼
- Bキャメラ・映像 - 今西貴充
- 編集 - 寺田周平
- 記録 - 西村直美
- 助監督 - 荒川史絵
- 委員会スタッフ - 石井悠吾（東映ビデオ）、清水啓司・小笠原栞菜（東映エージエンシー）、大矢陽久・廣瀬剛・坂本悠・南中光葉（バンダイ）
- 製作 - 東映ビデオ、東映エージエンシー、バンダイ
- 制作 - 東映
- 制作プロダクション - 東映京都撮影所
- 配給 - 東映ビデオ
- エグゼクティブプロデューサー - 加藤和夫（東映ビデオ）、塚田英明
- プロデューサー - 山田真行（東映ビデオ）、土田真通（東映）、矢田晃一（東映エージエンシー）
- アクション監督 - 和田三四郎（B.O.S Action Unity）
- 監督 - 木村ひさし[14][15]

## 音楽
オープニング「爆竜戦隊アバレンジャー」
作詞：吉元由美 / 作曲：岩崎貴文 / 編曲：京田誠一 / 歌：遠藤正明
エンディング「We are the ONE 〜僕らはひとつ〜」
作詞：吉元由美 / 作曲：小杉保夫 / 編曲：京田誠一 / 歌：串田アキラ、森の木児童合唱団

## 制作
元々『忍風戦隊ハリケンジャー 10 YEARS AFTER』（2013年）に続き、本作品でも「10 YEARS AFTER」の構想が練られていたが、キャスト全員が揃わなかったことなど、諸事情で制作には至らなかった。10周年企画の時点で凌駕役の西が出演したWEBドラマに携わったことが縁で木村ひさしにも声がかかっており、20周年企画が持ち上がった際に再び木村に声がかかり、監督を務めることになった。木村が参加した時点でプロデューサーやキャストにより「アバレンジャーが20年後に炎上騒動を起こす」というストーリーの概要は決定していた。
コロナ禍の中で、富田が西のYouTubeの番組に出演した際に、ファンから「アバレンジャーが翌年で19周年である」ということを聞き、他のキャストにもやる気があるかどうかを確認してプロデューサーに打診したといい、まだ企画段階では実現できるか分からないため、先行して脚本打ちをやっている中で、本作品をやることが決定したという。

## 映像ソフト化
Blu-ray / DVDでリリース。
- 爆竜戦隊アバレンジャー 20th 許されざるアバレ 劇場先行販売版（DVD1枚組、2023年9月1日より上映劇場限定・数量限定で発売）
  - 映像特典
    - 特報・予告
- 爆竜戦隊アバレンジャー 20th 許されざるアバレ DVD通常版（1枚組、2024年3月27日発売）
  - 映像特典
    - 特報・予告
    - デザインギャラリー
    - ポスタービジュアル
- 爆竜戦隊アバレンジャー 20th 許されざるアバレ Blu-ray通常版（1枚組、2024年3月27日発売）
  - 音声特典
    - キャストオーディオコメンタリー（西興一朗×富田翔×阿部薫×田中幸太朗×西島未智）

  - 映像特典
    - メイキング
    - 完成披露舞台挨拶
    - 特報・予告
    - アバレギャラリー
    - ポスタービジュアル
- 【初回生産限定】爆竜戦隊アバレンジャー 20th 許されざるアバレ 超爆竜プレート版（1枚組、2024年3月27日発売）
  - セット内容
    - 爆竜戦隊アバレンジャー 20th 許されざるアバレ（通常版と共通）
    - 超爆竜プレート（プレミアムバンダイ受注限定玩具「ダイノブレス -MEMORIAL EDITION-」と連動）
    - フォトカードセット

## プロモーション

### 入場者プレゼント
週替わりARトレカ
9月1日から週替わりに配布されるARカード。2種ずつ、3週にわたり合計6種が先着でプレゼントされる。2023年10月末まで動画視聴が可能。